# Die helle Kammer
Die helle Kammer (La chambre claire, Paris 1980) ist ein Essay des französischen Philosophen Roland Barthes. Seine letzte Veröffentlichung ist eines der Standardwerke über die Photographie. Schwankend zwischen systematischen Feststellungen und sehr intimen, unter anderem den Tod seiner Mutter betreffenden Teilen, gab Barthes seinem Essay den Untertitel „Bemerkung zur Photographie“ (Note sur la photographie).

## Komposition des Essays
Das Buch teilt sich in zwei Teile. Im ersten Teil finden sich Kritiken zur bisherigen Literatur, Abgrenzungen und allgemeinverbindliche Aussagen zur Photographie. Barthes vermittelt hier die Möglichkeit, eine Phänomenologie und ein Kompendium der Photographie entwickeln zu wollen. Der zweite Teil hingegen ist sehr intim, womit er lehrhafte Aussagen zur Photographie aus dem ersten Teil wiederum demaskiert (vgl. Dekonstruktion). In diesem Teil erscheint das für seinen medientheoretischen Diskurs über die Photographie wichtigste Photo, das als einziges Photo in dem Band nicht abgedruckt ist. Es ist eine Kindheits-Photographie seiner Mutter, auf die er bei der Suche nach dem für ihn Wesentlichen seiner Mutter beim Durchstöbern der Fotos nach ihrem Tod zufällig stößt. Barthes stellt somit die Subjektivität in seinem Diskurs über die Photographie heraus: „Es existiert ausschließlich für mich (…) bestenfalls würde es für Ihr studium von Interesse sein: Epoche, Kleidung, Photogenität; doch verletzen würde es Sie nicht im mindesten.“

## Zentrale Begriffe des Essays
Zu dem Konzept des studium gehört sein Konzept des punctum. Damit sind Barthes häufig zitierte und gerne als Dichotomie gegenübergestellte Begriffe aus diesem Werk angesprochen. Er entwickelt sie im ersten Teil, im zweiten Teil jedoch spielt er in der für ihn bekannten Schreibweise (der ‚Barthes’schen écriture‘) damit: Er vertauscht, überlagert sie, um seinen Diskurs nicht in einer „doxa“, einer Lehrmeinung, enden zu lassen.
Mit diesen beiden Begriffen lassen sich kontrapunktisch zwei unterschiedliche Wirkungsweisen der Photographie beschreiben. Das studium einer Photographie entspricht dem allgemeinen Interesse des Betrachters an einer Photographie, deren Sinn er aufgrund seiner geschichtlich und kulturell geprägten Erkenntnismöglichkeiten studieren kann. So schreibt Barthes:
„Aus studium interessiere ich mich für viele Photographien, sei es, indem ich sie als Zeugnisse politischen Geschehens aufnehme, sei es, indem ich sie als anschauliche Historienbilder schätze: denn als Angehöriger einer Kultur (diese Konnotation ist im Wort studium enthalten) habe ich teil an den Figuren, an den Mienen, an den Gesten, an den äußeren Formen, an den Handlungen.“
Barthes beschäftigt hier jedoch weniger die allgemeine Botschaft eines Bildes, sondern wesentlicher die sinnliche Wirkung auf den Betrachter, das kaum oder nicht Sagbare, atopische. Hierfür entwickelt er das Konzept des punctum:
„Das zweite Element durchbricht (oder skandiert) das studium. Diesmal bin nicht ich es, der es aufsucht (wohingegen ich das Feld des studium mit meinem souveränen Bewußtsein ausstatte), sondern das Element selbst schießt wie ein Pfeil aus seinem Zusammenhang hervor, um mich zu durchbohren. […] Das zweite Element, welches das studium aus dem Gleichgewicht bringt, möchte ich daher punctum nennen; den punctum, das bedeutet auch: Stich, kleines Loch, kleiner Fleck, kleiner Schnitt – und Wurf der Würfel. Das punctum einer Photographie, das ist jenes Zufällige an ihr, das mich besticht (mich aber auch verwundet, trifft).“

## Vergleiche mit Walter Benjamin
Vielfach werden zwischen diesem essai von Barthes und den Essays zur Photographie von Walter Benjamin Parallelen und Vergleiche hinsichtlich ihrer jeweiligen Wahrnehmung gezogen. Jacques Derrida meinte, dass „beide die Ressourcen der phänomenologischen und auch der strukturalen Analyse  durchdringen, überschreiten und ausbeuten“. Ihre Essays „könnten sehr wohl die  beiden grundlegenden Texte zur sogenannten Frage nach dem REFERENTEN in der technischen Moderne sein“.

### Punktum und Aura
Der Begriff des Punktum bei Barthes überschneidet sich mit dem Begriff der Aura in Benjamins Aufsatz Das Kunstwerk im Zeitalter seiner technischen Reproduzierbarkeit sowie in Benjamins Kleiner Geschichte der Photographie. Wie das Punktum erzeugt die Aura für Benjamin einen „choc“, der den „Assoziationsmechanismus“ außer Kraft setzt. Barthes: „So ging ich die Photos meiner Mutter durch, einer Spur folgend, die in diesen Schrei mündete, mit dem jede Sprache endet: ‚Das ist es!‘ … ein jähes Erwachen, durch keinerlei »Ähnlichkeit« ausgelöst, das satori, wo Worte versagen, die seltene, vielleicht einzigartige Evidenz des ‚So, ja, so, und weiter nichts‘.“

### Blick, Aura, Ausdruck
Eine weitere Parallele findet sich in der Bedeutung des Blicks und der Spannung zwischen verallgemeinerbaren und subjektiven Momenten der Aura bei Benjamin und des Ausdrucks im „photographische(n) Blick“ bei Barthes. Benjamin: „Der Angesehene oder angesehen sich Glaubende schlägt den Blick auf. Die Aura einer Erscheinung erfahren, heißt, sie mit dem Vermögen belehnen, den Blick aufzuschlagen.“ Barthes bezieht sich wie Benjamin auf die Wahrnehmungen und Erfahrungen, in denen wir uns angesehen glauben und überträgt dies auf das Paradoxe im photographischen Blick: „Der photographische Blick hat etwas Paradoxes, dem man bisweilen auch im Leben begegnet: vor kurzem sah ich im Café einen jungen Mann, der seine Augen durch den Raum schweifen ließ; ab und zu fiel sein Blick auf mich; in einem solchen Moment hatte ich die Gewißheit, daß er mich ansah, ohne indes sicher zu sein, daß er mich sah: unbegreifliche Umkehrung: wie kann man ansehen ohne zu sehen? Offenbar trennt die PHOTOGRAPHIE die Beachtung von der Wahrnehmung und setzt nur die erstere ins Bild, obwohl sie ohne letztere nicht denkbar ist; aberwitziges Phänomen: eine Noesis ohne Noema, ein Denkakt ohne Gedanke, ein Zielen ohne Ziel. Und dennoch bringt dieser unbegreifliche Vorgang die höchst seltene Erscheinung eines Ausdrucks hervor.“ Anhand eines Photos von André Kertész („Piet Mondrian in seinem Atelier“, Paris 1926) stellt Barthes anschließend die Frage: „Wie kann man einen intelligenten Ausdruck haben, ohne etwas Intelligentes zu denken?“, da der Porträtierte im Moment des Photos ja nur ein Stück schwarzen Kunststoffs betrachte. „Es ist, als ob der Blick, der die Ökonomie des Sehens steuert, durch etwas Innerliches zurückgehalten würde“, stellt Barthes fest, indem er auf ein weiteres Foto André Kertész eingeht, das einen Jungen mit einem Hund zeigt. Zwar schaut der Junge „mit traurigen, eifersüchtigen, ängstlichen Augen“ in die Kamera, aber in „Wirklichkeit sieht er nichts an; er hält seine Liebe und seine Angst nach innen zurück: nichts anderes ist der BLICK.“